# Lorenzo Gasperoni
Lorenzo Gasperoni (sinh ngày 3 tháng 1 năm 1990) là một cầu thủ bóng đá người San Marino hiện tại thi đấu cho Juvenes/Dogana và Đội tuyển bóng đá quốc gia San Marino, ở vị trí tiền vệ tấn công.

## Quốc tế
Gasperoni ra mắt cho đội tuyển quốc gia vào tháng 10 năm 2013. Anh thi đấu trận đầu tiên ở vòng loại Giải vô địch bóng đá thế giới 2014. San Marino đến Chişinău để thi đấu với Moldova. Gasperoni vào thay cho Carlo Valentini ở phút thứ 80 và San Marino thua 3-0 tại Sân vận động Zimbru.